# Tai Po Lookout Tower

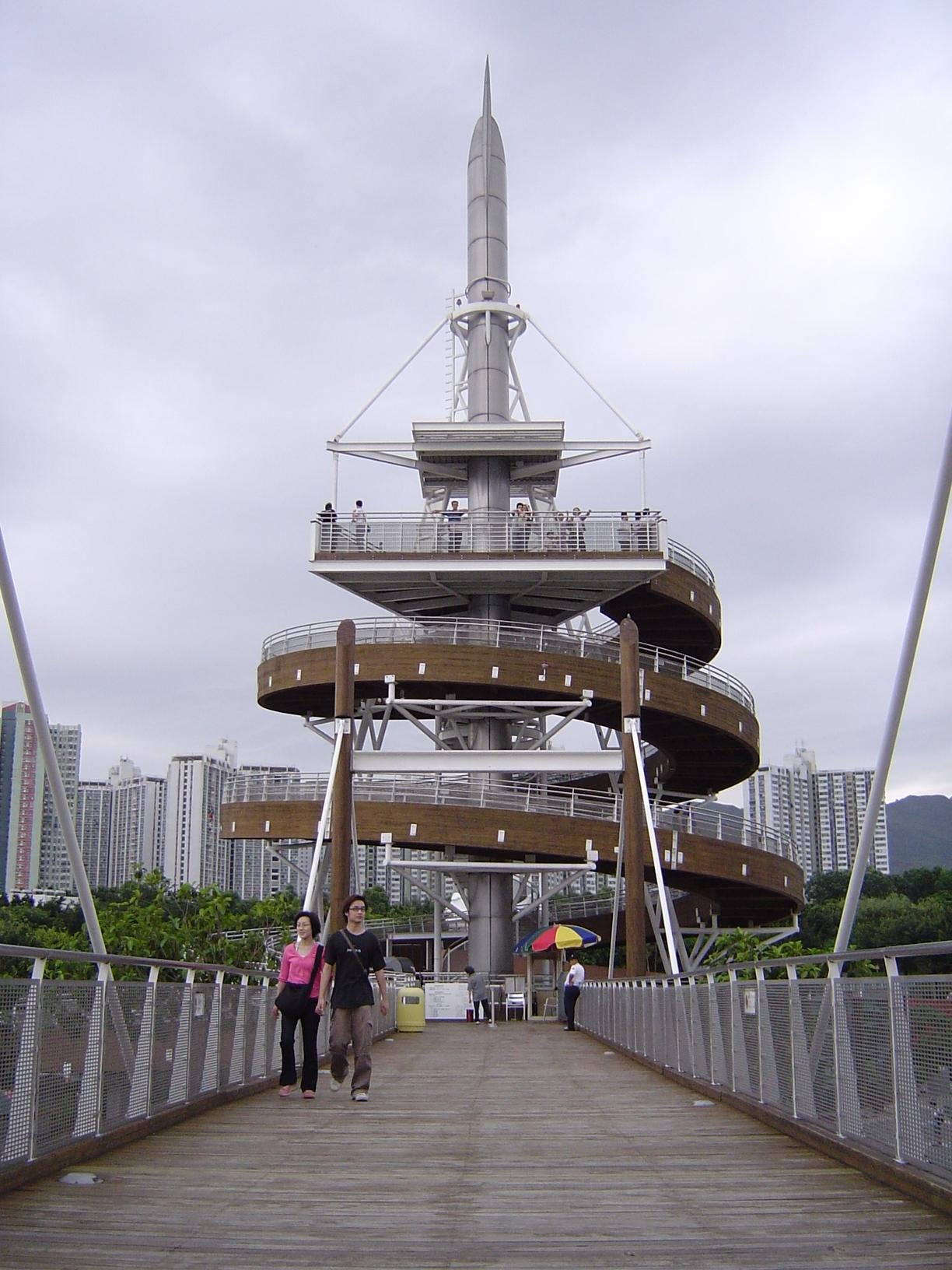

Tai Po Lookout Tower (香港回歸紀念塔) é um dos marcos de grande escala estabelecidos para a comemoração da transferência da soberania de Hong Kong para a República Popular da China, em 1997.  Ele está localizado perto da foz do Rio Lam Tsuen e junto à costa de Tolo Harbour, dentro do Tai Po Waterfront Park, em Tai Po, de Hong Kong.
Ao contrário do nome semelhante, mas independente do Mirante de Po Tai que agora é um lugar privado residencial, Tai Po Lookout Tower, por anos, tornou-se um ponto turístico famoso nos Novos Territórios. O edifício possui 32,4 metros de altura. Os visitantes podem chegar ao topo para ter uma vista aérea sobre o Tolo Harbour, todo o Tai Po Waterfront Park e o vizinho Estado Insdustrial de Tai Po.